# Wskaźnik stosu
Wskaźnik stosu – służy do wskazywania szczytu stosu. Zwykle określa się tak jeden z rejestrów mikroprocesora lub mikrokontrolera, rzadziej zmienną w pamięci.